# غلن
غَلِنْ (بالإنجليزيَّة: Gullane، وتُلفظ: /ˈɡʌlən/) هي بلدة تقع على الساحل الجنوبي لخور فورث في لوثيان الشرقية على الساحل الشرقي لإسكتلندا. ثمة كنيسة قائمة في القرية منذ القرن التاسع. يمكن ملاحظة أطلال كنيسة القديس أندرو القديمة التي يعود تاريخ بنائها للقرن الثاني عشر عند المدخل الغربي للقرية. هُجِرت الكنيسة بعد سلسلة من العواصف الرملية التي جعلتها غير صالحة للاستخدام، وحل محلها كنيسة ديرلتون الأبرشيَّة.
يتميز شاطئ القرية المعروف باسم غلن بنتس بكثبانه الرمليَّة الكبيرة. تراجعت هذه الكثبان لتكتسيها الشجيرات الغازيَّة من قبيل الغاسول. تعد غلن جزءًا من طريق جون موير، وهو عبارة مسار طويل خاص بالمشاة يمتد على طول ساحل الخور بين ماسلبره ودنغلاس.
تمثل فئة المسنين شريحة أعلى من المتوسط في غلن، غير أن القرية تجذب أيضًا الأسر الشابة والعاملين في إدنبرة. أدى التمدن إلى الموافقة على إقامة مجموعة من مشاريع الإسكان على الحزام الأخضر المحيط بالقرية. تزايدت شعبية غلن كبلدة تابعة للعاملين نتيجة قربها من إدنبرة (تبعد مسافة 35 كيلومترًا عنها)، وذلك رغم ضعف وسائل النقل في المنطقة. تشمل معالم غلن كلًا من قاعة القرية ومجموعة متنوعة من المتاجر. يوجد مدرسة ابتدائية. يرتاد الأطفال الذين يبلغون المرحلة الثانوية المدرسة الثانوية في نورث بيرك، والتي تبعد مسافة 8 كيلومترات عن القرية.

## مبان بارزة
يرجع تاريخ بناء فندق غريوولز إلى عام 1901. المبنى من تصميم السير إدوين لوتينز. أمَّا حدائق الفندق فهي من تصميم مصمِّمة الحدائق جيرترود جيكل.
كانت مدرسة الإطفاء والإنقاذ الإسكتلندية تقع في غلن (نقلت إلى مبانٍ جديدة في بلدة كامبسلانغ في عام 2013).
يرجع افتتاح نصب الحرب في غلن إلى عام 1914، وهو من تصميم السير روبرت لوريمر.